# 1. florbalová liga mužů 1993/1994
1. florbalová liga mužů 1993/1994 byla 1. ročníkem nejvyšší mužské florbalové soutěže v Česku.
Sezóně předcházela kvalifikace, ve které se 16 týmů utkalo o 10 míst v lize. Kvalifikace proběhla na podzim roku 1993. Každý tým měl odehrát 15 zápasů (některé byly kontumované).
Samotná sezóna trvala jen čtyři měsíce na začátku roku 1994. Soutěž se hrála systémem dvakrát každý s každým bez play-off. Hrací čas byl třikrát 15 minut hrubého času. Hrálo se turnajovým systémem. Všechny zápasy odehrály na pěti turnajích v Praze, Ostravě a Brně.
Vítězem se stal tým IBK Forza Tatran, který ztratil jen jeden bod. Tento rekord překonal stejný tým (již pod názvem Tatran Střešovice) v sezóně 2022/2023, kdy neztratil žádný bod.
Sestoupil poslední tým VŠT Brno. Z důvodu rozšíření soutěže na 12 týmů v následující sezóně, postoupily první tři týmy 2. ligy, Sharks Havlíčkův Brod, UHC Ostrava a O. A. Hovorčovická. Předposlední tým 1. ligy, FBC Mušle Praha, udržel soutěž vítězstvím v baráži proti čtvrtému týmu 2. ligy, Harcov Hills Liberec.

## Kvalifikace
| Poř. | Tým                | Záp. | Výh. | Rem. | Pro. | Branky  | Body |
| ---- | ------------------ | ---- | ---- | ---- | ---- | ------- | ---- |
| 1.   | Forza Tatran       | 15   | 14   | 0    | 1    | 94 : 21 | 28   |
| 2.   | Tatran Excalibur   | 15   | 12   | 2    | 1    | 78 : 28 | 26   |
| 3.   | Dream Team Ostrava | 15   | 11   | 1    | 3    | 58 : 20 | 23   |
| 4.   | Sparta Praha       | 15   | 11   | 1    | 3    | 41 : 24 | 23   |
| 5.   | Mentos VDG         | 15   | 10   | 1    | 4    | 42 : 22 | 21   |
| 6.   | 1. SC Ostrava      | 15   | 6    | 4    | 5    | 46 : 31 | 16   |
| 7.   | Jaroměř            | 15   | 8    | 0    | 7    | 40 : 44 | 16   |
| 8.   | FBC Mušle          | 15   | 6    | 3    | 6    | 37 : 35 | 15   |
| 9.   | NS Ostrava         | 15   | 7    | 1    | 7    | 33 : 36 | 15   |
| 10.  | VŠT Brno           | 15   | 6    | 2    | 7    | 29 : 43 | 14   |
| 11.  | Obchodní akademie  | 15   | 4    | 4    | 7    | 36 : 37 | 12   |
| 12.  | Ocelové tyče       | 15   | 4    | 3    | 8    | 27 : 36 | 11   |
| 13.  | UHC Ostrava        | 15   | 5    | 0    | 10   | 33 : 53 | 10   |
| 14.  | Lightnings         | 15   | 3    | 2    | 10   | 19 : 54 | 8    |
| 15.  | Goldex             | 14   | 0    | 0    | 14   | 07 : 71 | 0    |
| 16.  | HIV Modřany        | 14   | 0    | 0    | 14   | 06 : 71 | 0    |

Zdroj:

## Konečná tabulka soutěže
| Poř. | Tým                 | Záp. | Výh. | Rem. | Pro. | Branky   | Body | Poznámka        |
| ---- | ------------------- | ---- | ---- | ---- | ---- | -------- | ---- | --------------- |
| 1.   | IBK Forza Tatran    | 18   | 17   | 1    | 0    | 133 : 36 | 35   | mistr ligy      |
| 2.   | Dream Team Ostrava  | 18   | 12   | 3    | 3    | 085 : 41 | 27   | stříbro         |
| 3.   | 1. SC Ostrava       | 18   | 12   | 1    | 5    | 083 : 55 | 25   | bronz           |
| 4.   | Tatran Excalibur    | 18   | 10   | 2    | 6    | 076 : 55 | 22   |                 |
| 5.   | TJ Sokol Jaroměř    | 18   | 9    | 0    | 9    | 063 : 75 | 18   |                 |
| 6.   | AC Sparta Praha     | 18   | 7    | 3    | 8    | 061 : 87 | 17   |                 |
| 7.   | Mentos VDG Praha    | 18   | 5    | 3    | 10   | 050 : 72 | 13   |                 |
| 8.   | North Stars Ostrava | 18   | 4    | 2    | 12   | 059 : 94 | 10   |                 |
| 9.   | FBC Mušle Praha     | 18   | 4    | 1    | 13   | 041 : 90 | 9    | baráž o udržení |
| 10.  | VSK FS Brno         | 18   | 0    | 4    | 14   | 052 : 98 | 4    | sestup          |